# Crisis diplomática Kuwait-Filipinas de 2018
Una crisis diplomática  entre los países de Kuwait y Filipinas comenzó a principios de 2018 por las preocupaciones de este último país sobre la situación de los trabajadores migrantes filipinos en el país del golfo.
La disputa diplomática fue resultado del descubrimiento del cadáver de Joanna Demafelis, una trabajadora doméstica filipina que trabaja en Kuwait y que se encuentra dentro de un almacén abandonado desde noviembre de 2016. En respuesta al descubrimiento, el presidente Rodrigo Duterte ordenó la suspensión del despliegue de filipinos trabajadores migrantes a Kuwait y organizó un programa de repatriación voluntaria para los filipinos que ya trabajaban en Kuwait. La medida fue criticada por el gobierno de Kuwait, pero tanto Filipinas como Kuwait continuaron cooperando con respecto al caso de asesinato de Demafelis que condujo a la condena de los asesinos de Demafelis en ausencia, así como a mejorar las condiciones laborales de los trabajadores migrantes filipinos en Kuwait en general.
Sin embargo, las relaciones se tensaron aún más a fines de abril después de que apareció un video que mostraba a los funcionarios de la embajada de Filipinas supuestamente rescatando a las sirvientas filipinas de empleadores presuntamente abusivos. Kuwait calificó las operaciones como una violación de su soberanía, expulsó al embajador de Filipinas en Kuwait y llamó a su propio enviado en Manila.

## Antecedentes
Una crisis diplomática entre Kuwait y Filipinas comenzó cuando el asesinato de Joanna Demafelis, una trabajadora doméstica filipina que trabajaba en Kuwait, llamó la atención del público en 2018.
El Departamento de Trabajo y Empleo de Filipinas ordenó a su personal que dejara de procesar certificados de despliegue para filipinos que buscan trabajar en Kuwait el 19 de enero de 2018, luego de una serie de muertes de trabajadoras domésticas filipinas mencionadas por el presidente Rodrigo Duterte en un discurso el día anterior. Duterte ha solicitado la prohibición total del despliegue de trabajadores filipinos en Kuwait.
El caso de Demafelis fue el incidente particular que resultó en la prohibición. Demafelis había sido asesinada dos años antes y su muerte solo llamó la atención del público cuando su cadáver fue encontrado dentro de un congelador en un almacén abandonado desde noviembre de 2016.
El 12 de febrero de 2018 DOLE aplicó oficialmente la prohibición de despliegue de trabajadores migrantes filipinos en Kuwait. Se aclaró que los marinos que embarcan desde Kuwait, vuelven a contratar a los trabajadores que regresarían al país del golfo y los turistas están exentos de la prohibición.
Además de la prohibición de despliegue, el gobierno filipino ha ofrecido a los trabajadores filipinos que ya se encuentran en Kuwait ser repatriados voluntariamente.
Hay alrededor de 250.000 filipinos trabajando en Kuwait, el 65 por ciento de los cuales son empleados domésticos, según la embajada de Filipinas en 2018.

## Desarrollo

### Respuesta del gobierno de Kuwait
El gobierno de Kuwait ha criticado la prohibición de los trabajadores migrantes impuesta por Filipinas en el país del golfo y ha declarado que todos los casos de presuntos abusos contra los trabajadores migrantes filipinos están siendo tratados por sus leyes. La Asamblea Nacional de Kuwait ha debatido la situación de los trabajadores migrantes filipinos en el país.
El 3 de abril de 2018, el gobierno de Kuwait anunció que tiene como objetivo contratar a más etíopes como trabajadores domésticos para compensar el déficit en la fuerza laboral causado por su disputa diplomática con Filipinas.

### Repatriación de trabajadores filipinos

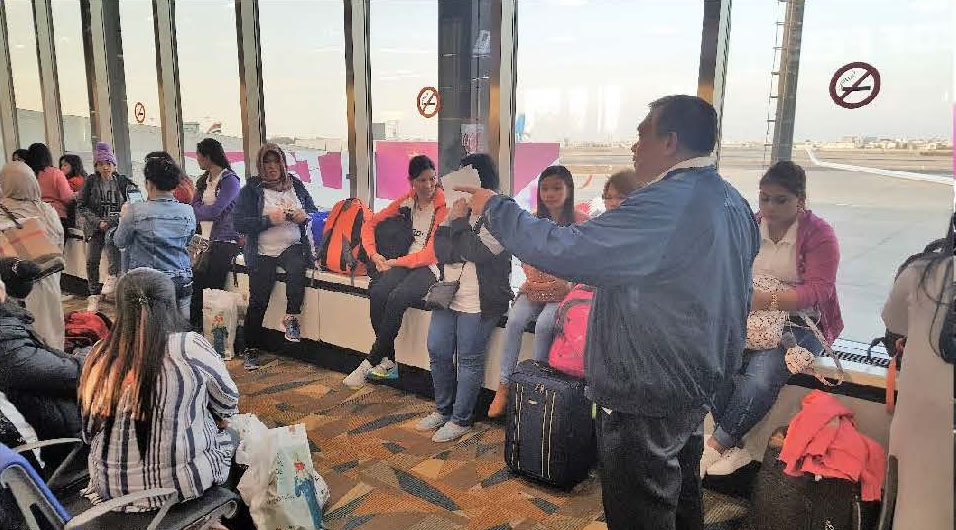
El embajador de Filipinas en Baréin hablando con trabajadores filipinos de Kuwait que están en tránsito por el Aeropuerto Internacional de Baréin.

A finales de marzo de 2018, 4.000 trabajadores filipinos han sido repatriados voluntariamente desde Kuwait y el gobierno filipino está negociando con Kuwait la repatriación de 6.000 trabajadores más.

### Caso de asesinato de Demafelis
El libanés Nader Essam Assaf y su esposa siria fueron acusados del asesinato de Demafelis. Con la ayuda de Interpol, los dos fueron detenidos en la capital siria de Damasco en febrero de 2018. El gobierno sirio entregó la custodia de Assaf al Líbano mientras la esposa de Assaf permanecía en Siria. El 1 de abril de 2018, un tribunal kuwaití condenó a la pareja por asesinato y los condenó a muerte en la horca. Fueron juzgados en rebeldía.

### Operación de la embajada de Filipinas
Las relaciones entre los dos países se volvieron más tensas cuando apareció un video que mostraba las operaciones de los funcionarios de la embajada filipina que supuestamente rescataban a las sirvientas filipinas de presuntos empleadores abusivos. La operación realizada el 21 de abril de 2018 fue vista por Kuwait como una violación "flagrante" de su soberanía. Los diplomáticos filipinos en Filipinas insisten en que las operaciones no fueron clandestinas. Al parecer, dos miembros del personal de la embajada alentaron a los trabajadores migrantes filipinos a dejar a sus empleadores.

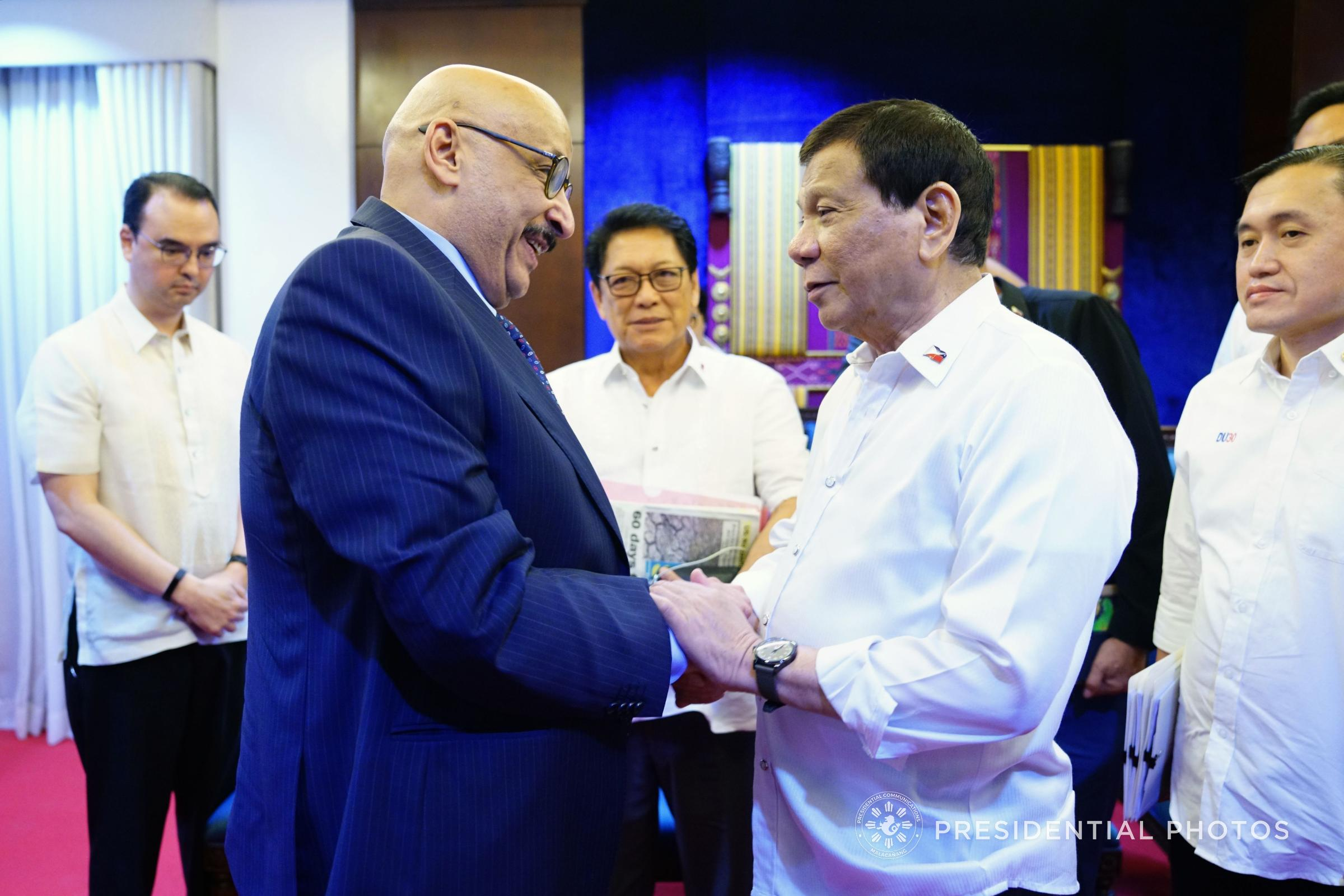
El presidente Duterte y el embajador de Kuwait en Filipinas, Musaed Saleh Ahmad Althwaikh, intercambian cumplidos después de su reunión en la Casa de Huéspedes Presidencial en la ciudad de Dávao el 23 de abril de 2018.

El 24 de abril, el gobierno filipino se disculpó por el incidente y dijo que reconoce que Kuwait tiene sus propias leyes, al tiempo que mantiene que el bienestar de los trabajadores migrantes filipinos también está dentro de sus intereses. Al día siguiente, Kuwait declaró al embajador de Filipinas Renato Villa persona non grata exigiendo a Villa que abandonara el país del golfo en el plazo de una semana, y llamó a su enviado en Manila para consultas. Filipinas calificó la medida de "profundamente inquietante" y dijo que Kuwait "renegó" de un acuerdo anterior de cooperación. Kuwait arrestó a cuatro conductores y tres diplomáticos involucrados en la operación y presentó cargos contra ellos.
Tras una reunión entre funcionarios de los dos países, los cuatro conductores involucrados fueron puestos en libertad y se retiraron los cargos en su contra.

## Acuerdo

### Negociaciones
Las autoridades de ambos países han entablado conversaciones para calmar las tensiones diplomáticas. El 14 de febrero de 2018, los gobiernos de Kuwait y Filipinas anunciaron que llegaron a un consenso para firmar un acuerdo sobre regulaciones de condiciones laborales. El presidente filipino, Rodrigo Duterte, también ha sido invitado a realizar una visita de estado a Kuwait.
Duterte, el 6 de marzo, estableció dos condiciones para que se levantara la prohibición de despliegue laboral en Kuwait; la firma de un Memorando de Entendimiento sobre políticas laborales entre Kuwait y Filipinas, y que "se haga justicia" con respecto a la muerte de Joanna Demafelis. El 16 de marzo, funcionarios de los dos países lograron un borrador del acuerdo y se esperaba que se firmara en Kuwait en dos semanas.
A pesar de la acción de Kuwait sobre el embajador de Filipinas y su propio enviado en Manila, el secretario de Relaciones Exteriores de Filipinas, Alan Peter Cayetano, declaró el 25 de abril que ahora está previsto que el acuerdo se firme en Filipinas y que el gobierno de Kuwait ha dado seguimiento al acuerdo. Cayetano también animó a Duterte a aceptar la invitación de Kuwait para realizar una visita de estado al país de Oriente Medio.
Sin embargo, el presidente Rodrigo Duterte declaró en breve que la prohibición del despliegue laboral era "permanente". Duterte también dijo que la firma del acuerdo laboral con Kuwait no se llevará a cabo y que no visitará el país del golfo. Harry Roque, el portavoz presidencial filipino, contradijo más tarde la declaración de Duterte diciendo que la prohibición no es "permanente" y aún puede ser levantada.

### Firma

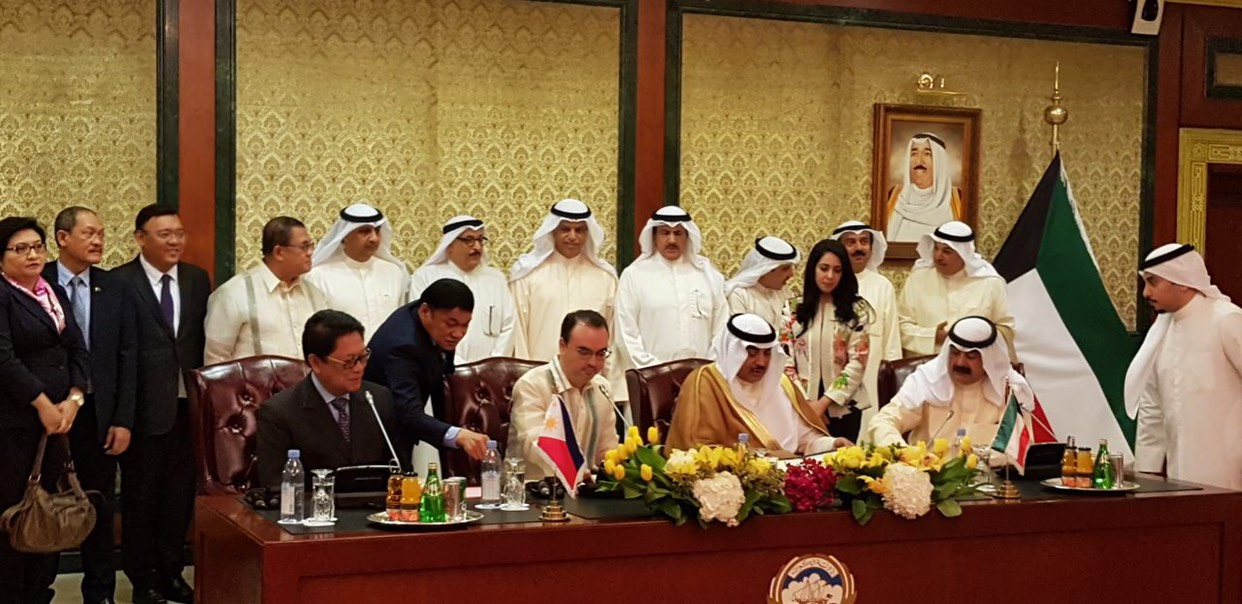
Firma del "Acuerdo sobre el empleo de trabajadoras del hogar" entre Kuwait en Filipinas, encabezado por el Ministro de Relaciones Exteriores de Kuwait, Sabah Al-Khalid Al-Sabah, y el Secretario de Relaciones Exteriores de Filipinas, Alan Peter Cayetano.

El memorando de acuerdo (MoU) titulado "Acuerdo sobre el empleo de trabajadoras del hogar" entre Filipinas y Kuwait fue firmado por representantes de Kuwait y Filipinas el 11 de mayo de 2018.
Los dos países tenían un consenso sobre cuestiones laborales que abarcaba a todos los trabajadores domésticos migrantes en Kuwait, independientemente de su nacionalidad. En virtud del acuerdo, se reconocieron ciertos derechos de los trabajadores migrantes: sus empleadores no pueden tener sus pasaportes y otros documentos de viaje; y tienen derecho a utilizar sus teléfonos móviles. Los trabajadores ahora también tienen derecho a recibir alimentos, vivienda, ropa y seguro médico por parte de sus empleadores y al menos un día libre del trabajo cada semana.
Los trabajadores filipinos no pueden ser transferidos a otro empleador sin el consentimiento del trabajador o la aprobación de la Administración de Empleo en el Extranjero de Filipinas (POEA). Las renovaciones de contratos que solían ser automáticas ahora deben estar sujetas a la aprobación del POEA.

### Consecuencias de la firma del trato
El secretario de Relaciones Exteriores de Filipinas, Alan Peter Cayetano, ha anunciado que se nombrará un nuevo embajador de Filipinas en Kuwait y que aconsejará al presidente filipino, Rodrigo Duterte, que levante la prohibición de despliegue de trabajadores filipinos en Kuwait. Duterte, por su parte, ha declarado que está dispuesto a levantar la prohibición tras la firma del acuerdo.
El 12 de mayo de 2018, el gobierno filipino anunció un levantamiento parcial de la prohibición que permitía el despliegue de trabajadores "calificados" y "semi-calificados" a Kuwait y el portavoz presidencial filipino Harry Roque ha declarado que las relaciones entre los dos países se han normalizado. Duterte ordenó el levantamiento total de la prohibición de despliegue el 16 de mayo y el 22 de mayo declaró que la relación de su país con Kuwait ahora está "bien".

## Asesinato de Villavende
El asesinato de otra trabajadora filipina, Jeanelyn Villavende, en diciembre de 2019, puso a prueba las relaciones entre Kuwait y Filipinas. Si bien Filipinas impuso una prohibición parcial de despliegue para los trabajadores filipinos que buscan trabajar en el estado del Golfo, el presidente filipino, Rodrigo Duterte, dijo que la respuesta de las autoridades kuwaitíes al caso es más satisfactoria esta vez con el sospechoso del caso de Villavende ya detenido. Sin embargo, hay llamamientos para imponer restricciones de despliegue más estrictas después de que las autoridades kuwaitíes sean acusadas de blanquear el caso, ya que el informe de la autopsia que enviaron a sus homólogos filipinos solo mostró la posible causa de la muerte de Villavende y una autopsia separada por parte de la Oficina Nacional de Investigaciones de Filipinas. (NBI) sugiere que la trabajadora filipina también pudo haber sido violada. El informe del NBI convenció al secretario de Trabajo filipino, Silvestre Bello, de amenazar con imponer una prohibición total de despliegue de trabajadores filipinos en Kuwait.
La prohibición total de despliegue de trabajadores en Kuwait seguirá en vigor "hasta que obtengamos justicia para la Sra. [Jeanelyn] Villavende y un consenso sobre el contrato de trabajo estándar", dijo el jueves el secretario de Trabajo Silvestre Bello III en una conferencia de prensa.
“Si no podemos conseguir eso, no habrá despliegue. Tiene que ser simultáneo ”, agregó Bello sobre la prohibición aprobada el miércoles en una resolución de la Administración de Empleo en el Extranjero de Filipinas (POEA).